# Mario Thyer
Mario Thyer (né le 29 septembre 1966 à Montréal, Québec au Canada) est un ancien joueur professionnel canadien de hockey sur glace.

## Carrière de joueur
Après deux saisons avec les Black Bears de l'Université du Maine, il signa un premier contrat professionnel avec les North Stars du Minnesota. Il fera ses débuts dans la Ligue nationale de hockey à sa première saison, mais ce fut aussi ses seules parties en carrière dans cette ligue. Malgré ses talents de marqueurs au niveau universitaire et dans les ligues mineures d'Amérique du Nord, il ne réussit pas à revenir dans la LNH.
Il jouera jusqu'en 1993 avant de se retirer. Il joua une saison dans le roller hockey en 1994, récoltant 41 points en 17 parties.

## Statistiques de carrière
| Saison     | Équipe                               | Ligue      |    | Saison régulière | Saison régulière | Saison régulière | Saison régulière | Saison régulière |   | Séries éliminatoires | Séries éliminatoires | Séries éliminatoires | Séries éliminatoires | Séries éliminatoires |
| Saison     | Équipe                               | Ligue      | PJ | B                | A                | Pts              | Pun              | PJ               | B | A                    | Pts                  | Pun                  |                      |                      |
| 1982-1983  | Montréal-Bourassa                    | QAAA       | 48 | 20               | 37               | 57               | -                | -                | - | -                    | -                    | -                    |                      |                      |
| 1983-1984  | Collège Saint-Laurent                | QCAA       |    |                  |                  |                  |                  |                  |   |                      |                      |                      |                      |                      |
| 1984-1985  | Collège Saint-Laurent                | QCAA       |    |                  |                  |                  |                  |                  |   |                      |                      |                      |                      |                      |
| 1985-1986  | Collège Saint-Laurent                | QCAA       |    |                  |                  |                  |                  |                  |   |                      |                      |                      |                      |                      |
| 1986-1987  | Collège Saint-Laurent                | QCAA       | 23 | 15               | 24               | 39               | -                | -                | - | -                    | -                    | -                    |                      |                      |
| 1987-1988  | Black Bears de l'Université du Maine | NCAA       | 44 | 24               | 42               | 66               | 4                | -                | - | -                    | -                    | -                    |                      |                      |
| 1988-1989  | Black Bears de l'Université du Maine | NCAA       | 9  | 9                | 7                | 16               | 0                | -                | - | -                    | -                    | -                    |                      |                      |
| 1989-1990  | Wings de Kalamazoo                   | LIH        | 68 | 19               | 42               | 61               | 12               | 10               | 2 | 6                    | 8                    | 4                    |                      |                      |
| 1989-1990  | North Stars du Minnesota             | LNH        | 5  | 0                | 0                | 0                | 0                | 1                | 0 | 0                    | 0                    | 2                    |                      |                      |
| 1990-1991  | Wings de Kalamazoo                   | LIH        | 75 | 15               | 51               | 66               | 15               | 10               | 4 | 5                    | 9                    | 2                    |                      |                      |
| 1991-1992  | Wings de Kalamazoo                   | LIH        | 46 | 17               | 28               | 45               | 0                | -                | - | -                    | -                    | -                    |                      |                      |
| 1991-1992  | Rangers de Binghamton                | LAH        | 9  | 2                | 7                | 9                | 0                | 3                | 0 | 0                    | 0                    | 0                    |                      |                      |
| 1992-1993  | Cyclones de Cincinnati               | LIH        | 77 | 13               | 36               | 49               | 26               | -                | - | -                    | -                    | -                    |                      |                      |
| 1993-1994  | Pirates de Portland                  | LAH        | 3  | 0                | 0                | 0                | 0                | -                | - | -                    | -                    | -                    |                      |                      |
| Totaux LNH | Totaux LNH                           | Totaux LNH | 5  | 0                | 0                | 0                | 0                | 1                | 0 | 0                    | 0                    | 2                    |                      |                      |

## Roller hockey
| Saison | Équipe                             | Ligue |    | Saison régulière | Saison régulière | Saison régulière | Saison régulière | Saison régulière |   | Séries éliminatoires | Séries éliminatoires | Séries éliminatoires | Séries éliminatoires | Séries éliminatoires |
| Saison | Équipe                             | Ligue | PJ | B                | A                | Pts              | Pun              | PJ               | B | A                    | Pts                  | Pun                  |                      |                      |
| 1994   | Stingers de la Nouvelle-Angleterre | RHI   | 17 | 16               | 25               | 41               | 4                | -                | - | -                    | -                    | -                    |                      |                      |

## Transactions en carrière
- 12 juillet 1989 : signe un contrat comme agent libre avec les North Stars du Minnesota.
- 10 mars 1992 : échangé aux Rangers de New York par les North Stars du Minnesota avec un choix de 3e ronde (Maksim Galanov) lors du repêchage d'entrée dans la LNH en 1993 en retour de Mark Janssens.
- 16 juillet 1992 : échangé aux North Stars du Minnesota par les Rangers de New York en retour d'une somme d'argent.